# 쉬차이허우

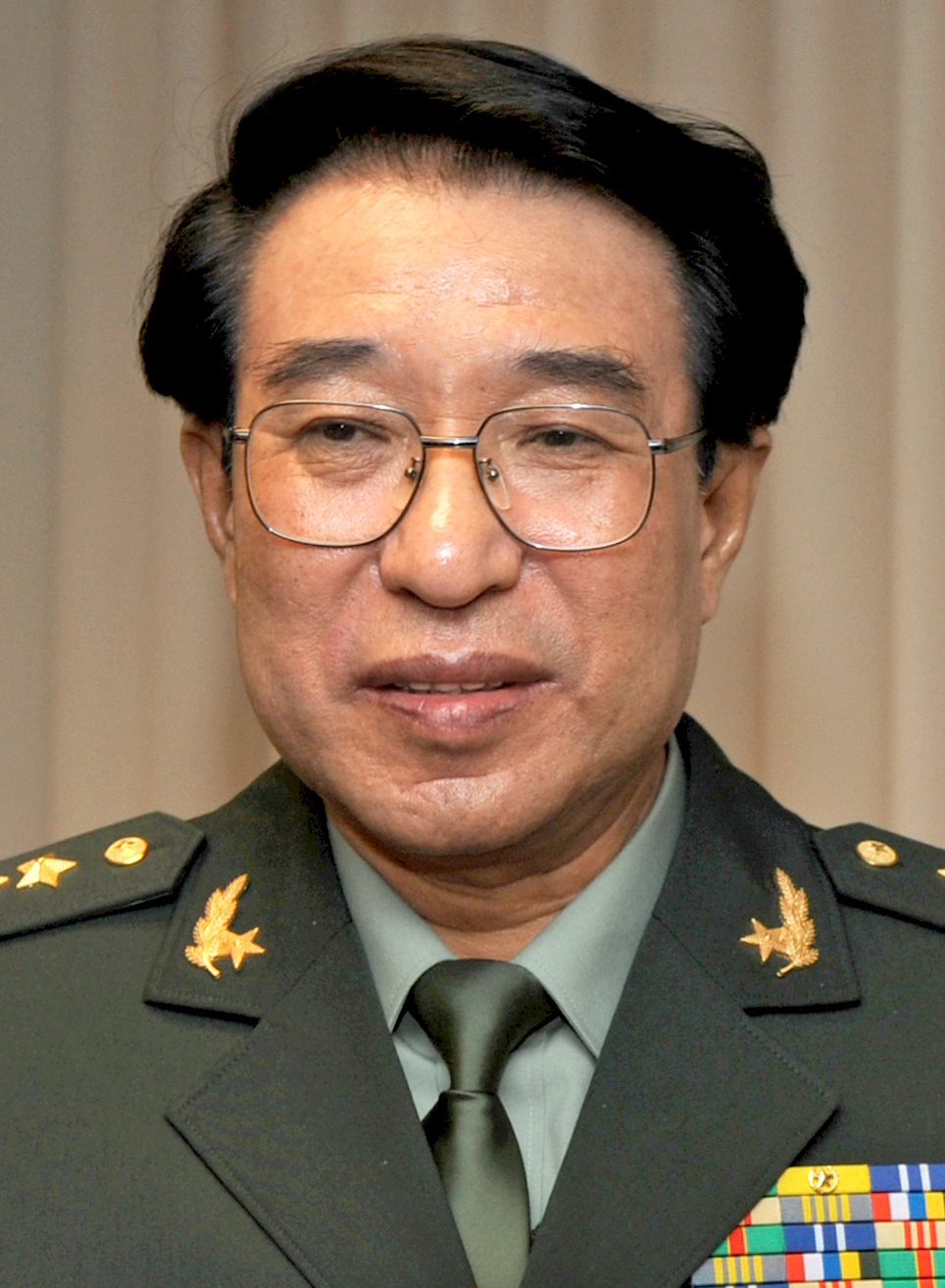
쉬차이허우

쉬차이허우(徐才厚, 1943년 6월 ~ 2015년 3월 15일)는 중화인민공화국의 군인이자 정치인이다.
선양 군구의 정치 장교로 오랫동안 복무했으며, 중국공산당 중앙군사위원회의 부주석을 지낸 중국인민해방군 수뇌부 중 한명이다. 최종 계급은 상장(上將)이었으나, 2014년 7월 30일 뇌물수수와 부정축재 혐의로 공산당 당적에 이어 박탈당했다.

## 이력
1963년 8월 중국인민해방군에 입대하였고, 하얼빈 군사공정학원 전자공정계에서 공부했다. 졸업 이후 육군 제39군의 농장에서 근무했다. 1970년에 지린군구 독립사단 제3연대 제2대대 제6중대에 배속되었다. 1971년에 중국 공산당에 입당하였고, 선양군구 수비 제3사단 포병연대 제1대대 제2중대 부지도원을 거쳐, 1972년 8월 지린군구 정치부 간부와 정치부 처장이 되었다. 1980년 10월부터 1982년 8월까지, 인민해방군 정치학원 배훈반에서 공부했다. 1982년 8월에 다시 지린성 군구 정치부 간부처 처장을 거쳐, 1983년 지린성 군구 정치부 부주임이 되었다.
1984년 12월 선양 군구 정치부 군공부 부장을 거쳐, 1985년 8월부터 1990년까지 육군 제16집단군 정치부 주임을 지냈으며, 이후 1992년까지 제16집단군 정치위원을 맡았다. 1990년에 소장으로 진급하였고, 1992년 총정치부 주임조리에 올랐다. 1993년에는 중장으로 승진하여 총정치부 부주임 겸 「해방군보」사 사장을 지냈다. 1996년부터 1999년까지 지난 군구 정치위원을 거친 후에 중앙군사위원회 위원과 총정치부 상무 부주임을 맡았다.
1999년 상장으로 진급했고, 2002년 11월에 중국공산당 중앙서기처 서기와 중앙군사위원회 위원 그리고 총정치부 주임에 선임되었다. 그리고 2004년 9월에 다시 중국공산당 중앙서기처 서기에 선임되었고, 중앙군사위원회 부주석에 올랐다.
중국 공산당 제15기와 16기 중국공산당 중앙위원회 위원이다.
2014년 3월 15일 부인과 함께 뇌물수수와 부정축재 등의 혐의로 체포되어, 방광암으로 입원하고 있던 베이징 301병원에서 연금된 채로 조사가 시작되었다. 중국 언론에서는 "중국군 부패의 몸통"으로 불렸으며, 3월 군 수사요원들이 베이징 푸청루에 있는 쉬차이허우의 호화 저택을 수색할 당시 2000m2 규모의 지하실에서 1t이 넘는 미국 달러, 유로, 위안화를 발견했다. 또한 당·송·원·명나라 시대의 골동품과 진귀한 보물 등도 함께 발견되어, 10대 가량의 군용 트럭이 동원해 압수한 재물을 이송했다. 쉬차이허우는 중국의 각지에 부동산을 보유하고 있어 상하이에서는 4살된 그의 손자 이름으로 된 부동산이 최소한 4채 발견되었고, 그의 개인 운전사도 뇌물을 중개하면서 막대한 재산을 축재했다. 6월 30일, 공산당 지도부는 쉬차이허우의 공산당 당적과 군적 및 상장(上將) 계급을 박탈당했고 신병을 군검찰에 인도했다. 10월 27일 군 검찰은 쉬차이허우의 비리 혐의에 대한 조사를 마치고 사법 절차에 들어간다고 밝혔으나, 2015년 3월 15일 방광암으로 사망하여 '중국형사소송법' 15조에 따라 그에 대한 공소 절차가 중단되었다. 불법으로 축재한 재산은 최소 16억 위안에 이르며, 검찰은 관련법에 의해 국고로 환수할 예정이다.